# إيك أندرسون
إيك أندرسون (بالإنجليزية: Ike Anderson) هو مصارع رياضي أمريكي، ولد في 22 ديسمبر 1957 في كولومبيا في الولايات المتحدة.

## وصلات خارجية
- إيك أندرسون على موقع قاعدة بيانات المصارعة الدولية (الإنجليزية)
- إيك أندرسون على موقع أوليمبيديا (الإنجليزية)